# Blindbock

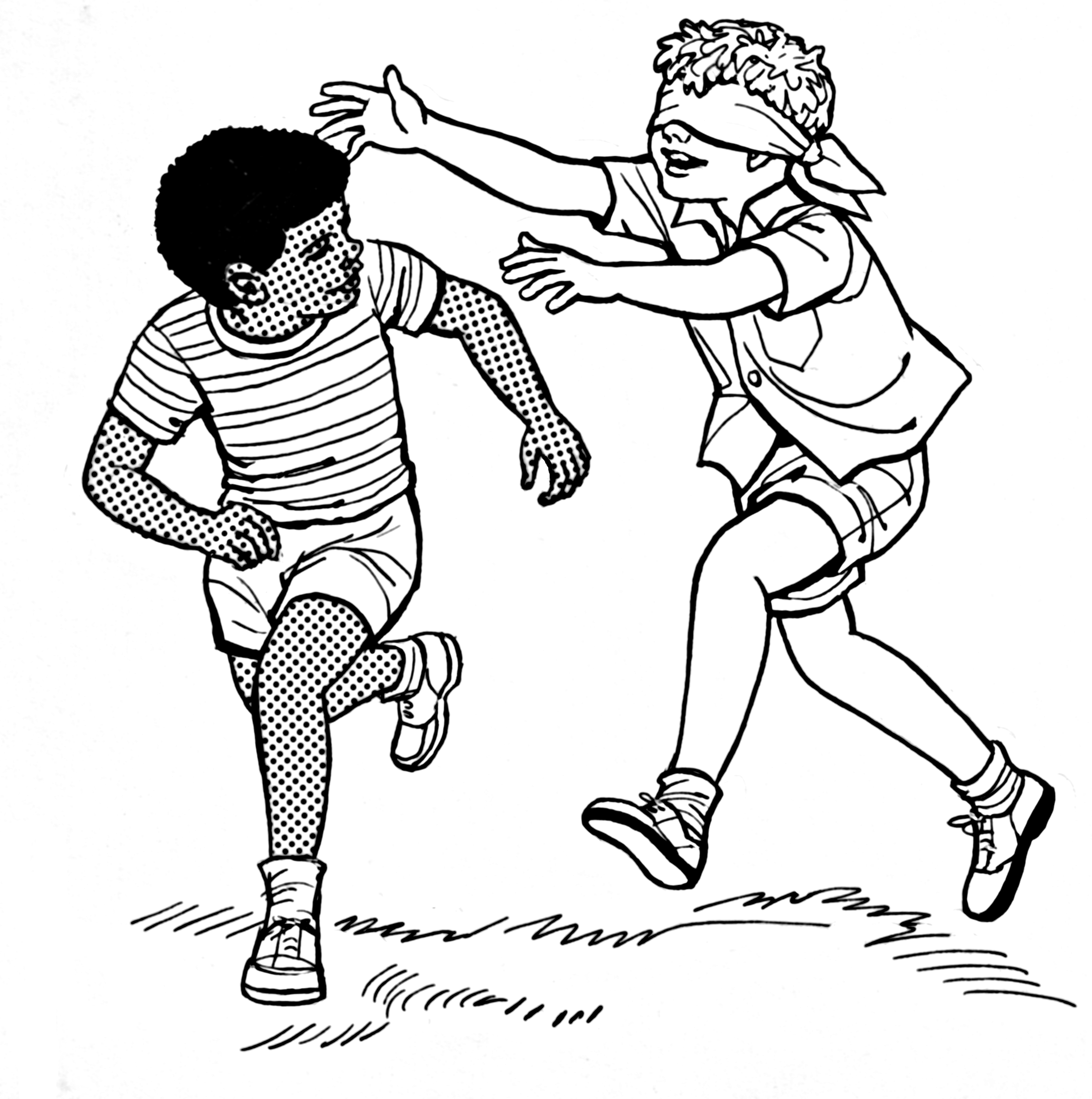
"Blindbocken" försöker fånga en deltagare.

Blindbock är en lek som går ut på att den deltagare som är bocken, med förbundna ögon, har som uppgift att försöka fånga någon av de andra deltagarna. Den deltagare som blir fångad är bock i nästa omgång. Leken är vanlig på barnkalas. Blindbock är belagt i svenska språket sedan 1640.
En variant av leken går ut på att blindbocken även ska identifiera den infångade personen genom att känna på hår, ansikte, kläder osv.